# いってらっしゃい!小学生の作文リレー
『いってらっしゃい!小学生の作文リレー』（いってらっしゃい しょうがくせいのさくぶんリレー）は、青森放送ラジオで放送されていたミニ番組である。放送時間は毎週月曜 - 金曜 7:25 - 7:30 （日本標準時）。

## 概要
青森県内の小学校に通う児童の作文を毎日紹介している。番組後半には日替わりの楽曲を短時間流す。2016年4月1日までは単独番組だったが、同年4月4日からは『朝ワイ!ダッシュ』内で放送されている。
同局でスポット放送されている番組宣伝では、番組本編で取り上げる学校とその学校に通う児童の声を紹介している。
「…小学生の作文リレー」としての放送は終了、現在は交通安全啓発番組「…忘れてませんか?交通安全ルール」のタイトルとして、放送している。

## パーソナリティ

### 現在
全て「朝ワイ!ダッシュ」のパーソナリティが進行
- 鮫島大史（月曜、2016年4月4日 - ）
- 青山英次（火曜・水曜、2016年4月5日 - ）
- 菅原厚（木曜、2016年4月7日 - ）
- 上野比呂企（金曜、2016年4月8日 - ）

### 過去
- 伊東幸子
- 長澤瑠璃子
- 吉年愛梨
- 吉﨑ちひろ（ - 2016年4月1日）